# Ischnochiton usticensis
Ischnochiton usticensis är en blötdjursart som beskrevs av Bruno Dell'Angelo och Castriota 1999. Ischnochiton usticensis ingår i släktet Ischnochiton och familjen Ischnochitonidae. Inga underarter finns listade i Catalogue of Life.